# Cobitis taenia
Cobitis taenia là loài cá vây tia trong chi cobitis, là một loài cá nước ngọt phổ biến ở châu Âu và châu Á. 

## Mô tả
Thường đạt chiều dài lớn 8–10 cm, mặc dù cá cái có thể phát triển lên đến 12 cm. Cá trưởng thành cân nặng khoảng 20-60 g. Lưng nổi bật với màu vàng nâu xen kẽ với nhiều vảy màu xám hoặc nâu nhỏ trên dãy gai. Vảy bụng màu vàng nhạt hoặc màu cam. Cơ thể tổng thể là dài và mỏng. Có 6 râu xung quanh miệng. Dưới mắt có một ngạnh hai mũi nhọn có thể chích đau.

## Phân bố
Loài cá này được tìm thấy từ Siberia đến Tây Ban Nha. Bình thường, loài này có mặt ở hầu khắp các lục Á-Âu ôn đới phía bắc của vành đai Alpide, ngoại trừ Ireland, Scotland, xứ Wales và Bắc Scandinavia.
Một số quần thể cả cũng được tìm thấy ở phía nam của Alpides, và ở cuối phía đông của phạm vi của nó đạt đến Trung Quốc.